# Natação nos Jogos Olímpicos de Verão de 1988 - 200 m livre masculino
A competição dos 200 metros livre masculino da natação nos Jogos Olímpicos de Verão de 1988 foi disputada nos dias 18 e 19 de setembro no  Jamsil Indoor Swimming Pool em Seul, Coreia do Sul.
O australiano Duncan Armstrong estabeleceu o novo recorde mundial para conquistar o ouro olímpico no evento. Nadando na raia seis e partindo do terceiro lugar na última virada, ele superou uma marca importante para bater em 1:47.25. Seu tempo derrubou em 0.19 segundos a marca mundial estabelecida anteriormente pelo alemão ocidental Michael Gross nos Jogos Olímpicos de Verão de 1984 em Los Angeles.
O sueco Anders Holmertz superou o norte-americano Matt Biondi na metade da última volta, mas não pode alcançar Armstrong até a batida, com uma marca de 1:47.89 para a prata. Após liderar a prova quase inteira, Biondi perdeu velocidade no final para bater por pouco a marca de 1:48 e levar o bronze com 1:47.99.
O polonês Artur Wojdat, classificado em primeiro nas eliminatórias, acabou em quarto com 1:48.40. Enquanto isso, Groß pedeu a chance de defender seu título olímpico, acabando em quinto com 1:48.59.

## Medalhistas
| Ouro   | AUS Duncan Armstrong |
| Prata  | SWE Anders Holmertz  |
| Bronze | USA Matt Biondi      |

## Recordes
Antes desta competição, os recordes mundiais e olímpicos da prova eram os seguintes:
| Tipo | Atleta              | Tempo   | Local                       | Data                |
| ---- | ------------------- | ------- | --------------------------- | ------------------- |
|      | Michael Gross (FRG) | 1:47.44 | Los Angeles, Estados Unidos | 29 de julho de 1984 |
|      | FRG Michael Gross   | 1:47.44 | Los Angeles, Estados Unidos | 29 de julho de 1984 |

Os seguintes recordes mundiais ou olímpicos foram estabelecidos durante esta competição:
| Data           | Evento  | Atleta               | Tempo   | Notas           |
| -------------- | ------- | -------------------- | ------- | --------------- |
| 19 de setembro | Final A | AUS Duncan Armstrong | 1:47.25 | Recorde mundial |

## Resultados

### Eliminatórias
Regra: Os oito nadadores mais rápidos avançam à final A (Q), enquanto os oito seguintes, à final B (q).
| Pos. | Raia | Nadador              | CON                          | Tempo   | Notas |
| ---- | ---- | -------------------- | ---------------------------- | ------- | ----- |
| 1    | 7    | Artur Wojdat         | POL Polônia                  | 1:48.02 | Q,    |
| 2    | 7    | Matt Biondi          | USA Estados Unidos           | 1:48.39 | Q     |
| 3    | 8    | Michael Gross        | FRG Alemanha Ocidental       | 1:48.55 | Q     |
| 4    | 8    | Duncan Armstrong     | AUS Austrália                | 1:48.86 | Q     |
| 5    | 8    | Troy Dalbey          | USA Estados Unidos           | 1:48.96 | Q     |
| 6    | 7    | Thomas Fahrner       | FRG Alemanha Ocidental       | 1:49.02 | Q     |
| 7    | 7    | Steffen Zesner       | GDR Alemanha Oriental        | 1:49.13 | Q     |
| 8    | 6    | Anders Holmertz      | SWE Suécia                   | 1:49.28 | Q     |
| 9    | 8    | Roberto Gleria       | ITA Itália                   | 1:49.51 | q     |
| 10   | 8    | Thomas Flemming      | GDR Alemanha Oriental        | 1:49.52 | q     |
| 11   | 6    | Stéphan Caron        | FRA França                   | 1:49.66 | q, WD |
| 12   | 6    | Giorgio Lamberti     | ITA Itália                   | 1:50.47 | q, WD |
| 13   | 6    | Aleksey Kuznetsov    | URS União Soviética          | 1:50.84 | q     |
| 14   | 6    | Mariusz Podkościelny | POL Polônia                  | 1:50.95 | q     |
| 15   | 6    | Tom Stachewicz       | AUS Austrália                | 1:51.02 | q     |
| 16   | 5    | Shigeo Ogata         | JPN Japão                    | 1:51.14 | q     |
| 17   | 7    | Franz Mortensen      | DEN Dinamarca                | 1:51.15 | q     |
| 18   | 6    | Paul Howe            | GBR Grã-Bretanha             | 1:51.22 | q     |
| 19   | 7    | Carlos Scanavino     | URU Uruguai                  | 1:51.42 |       |
| 20   | 6    | Alberto Bottini      | SUI Suíça                    | 1:51.45 |       |
| 21   | 7    | Tommy Werner         | SWE Suécia                   | 1:51.96 |       |
| 22   | 8    | Iurie Başcatov       | URS União Soviética          | 1:52.04 |       |
| 23   | 8    | Cristiano Michelena  | BRA Brasil                   | 1:52.32 |       |
| 24   | 4    | Patrick Dybiona      | NED Países Baixos            | 1:52.67 |       |
| 25   | 4    | Stéfan Voléry        | SUI Suíça                    | 1:52.94 |       |
| 26   | 4    | Rodrigo González     | MEX México                   | 1:52.99 |       |
| 27   | 5    | Michael Green        | GBR Grã-Bretanha             | 1:53.03 |       |
| 28   | 5    | Magnús Ólafsson      | ISL Islândia                 | 1:53.05 |       |
| 28   | 5    | Daniel Serra         | ESP Espanha                  | 1:53.05 |       |
| 30   | 5    | Júlio César Rebolal  | BRA Brasil                   | 1:53.16 |       |
| 31   | 5    | Jan Larsen           | DEN Dinamarca                | 1:53.61 |       |
| 32   | 4    | Ignacio Escamilla    | MEX México                   | 1:53.63 |       |
| 33   | 5    | Jean-Marie Arnould   | BEL Bélgica                  | 1:53.73 |       |
| 34   | 5    | Zoltán Szilágyi      | HUN Hungria                  | 1:53.75 |       |
| 35   | 7    | Ludovic Depickère    | FRA França                   | 1:53.81 |       |
| 36   | 4    | Salvador Vassallo    | PUR Porto Rico               | 1:53.82 |       |
| 37   | 8    | Norbert Ágh          | HUN Hungria                  | 1:54.72 |       |
| 38   | 4    | Yves Clausse         | LUX Luxemburgo               | 1:54.90 |       |
| 39   | 4    | Xie Jun              | CHN China                    | 1:55.04 |       |
| 40   | 3    | René Concepcion      | PHI Filipinas                | 1:55.58 |       |
| 41   | 3    | Alexander Placheta   | AUT Áustria                  | 1:56.11 |       |
| 42   | 4    | Vaughan Smith        | ZIM Zimbabwe                 | 1:56.13 |       |
| 43   | 2    | David Lim            | SIN Singapura                | 1:56.44 |       |
| 44   | 2    | Joseph Eric Buhain   | PHI Filipinas                | 1:56.84 |       |
| 45   | 2    | Kwon Sang-won        | KOR Coreia do Sul            | 1:56.88 |       |
| 46   | 2    | Oon Jin Gee          | SIN Singapura                | 1:57.28 |       |
| 47   | 3    | Moustafa Amer        | EGY Egito                    | 1:57.50 |       |
| 48   | 3    | Richard Sam Bera     | INA Indonésia                | 1:57.60 |       |
| 49   | 3    | Jonathan Sakovich    | GUM Guam                     | 1:57.72 |       |
| 50   | 3    | Stephen Cullen       | IRL Irlanda                  | 1:57.90 |       |
| 51   | 2    | Arthur Li Kai Yien   | HKG Hong Kong                | 1:58.10 |       |
| 52   | 3    | Hakan Eskioğlu       | TUR Turquia                  | 1:58.45 |       |
| 53   | 3    | Jeffrey Ong          | MAS Malásia                  | 1:58.62 |       |
| 54   | 2    | Kwon Soon-kun        | KOR Coreia do Sul            | 1:58.95 |       |
| 55   | 1    | Wu Ming-hsun         | TPE Taipé Chinês             | 2:00.43 |       |
| 56   | 2    | Tsang Yi Ming        | HKG Hong Kong                | 2:01.02 |       |
| 57   | 2    | Richard Gheel        | IRL Irlanda                  | 2:01.73 |       |
| 58   | 1    | Hans Foerster        | ISV Ilhas Virgens Americanas | 2:01.94 |       |
| 59   | 1    | Kristan Singleton    | ISV Ilhas Virgens Americanas | 2:06.45 |       |
| 60   | 1    | Jason Chute          | FIJ Fiji                     | 2:09.05 |       |
| 61   | 1    | Mohamed Bin Abid     | UAE Emirados Árabes Unidos   | 2:09.43 |       |
| 62   | 1    | Ahmad Faraj          | UAE Emirados Árabes Unidos   | 2:13.21 |       |
| 63   | 1    | Émile Lahoud         | LIB Líbano                   | 2:16.39 |       |

### Finals

#### Final B
| Pos. | Raia | Nadador              | CON                   | Tempo   | Notas |
| ---- | ---- | -------------------- | --------------------- | ------- | ----- |
| 9    | 4    | Roberto Gleria       | ITA Itália            | 1:49.28 |       |
| 10   | 5    | Thomas Flemming      | GDR Alemanha Oriental | 1:50.18 |       |
| 11   | 2    | Tom Stachewicz       | AUS Austrália         | 1:50.83 |       |
| 12   | 3    | Aleksey Kuznetsov    | URS União Soviética   | 1:51.03 |       |
| 13   | 1    | Franz Mortensen      | DEN Dinamarca         | 1:51.44 |       |
| 14   | 6    | Mariusz Podkościelny | POL Polônia           | 1:51.63 |       |
| 15   | 7    | Shigeo Ogata         | JPN Japão             | 1:51.89 |       |
| 16   | 8    | Paul Howe            | GBR Grã-Bretanha      | 1:51.99 |       |

#### Final A
| Pos.              | Raia | Nadador          | CON                    | Tempo   | Notas             |
| ----------------- | ---- | ---------------- | ---------------------- | ------- | ----------------- |
| Medalha de ouro   | 6    | Duncan Armstrong | AUS Austrália          | 1:47.25 | Recorde mundial   |
| Medalha de prata  | 8    | Anders Holmertz  | SWE Suécia             | 1:47.89 |                   |
| Medalha de bronze | 5    | Matt Biondi      | USA Estados Unidos     | 1:47.99 | {{{1}}}h {{{2}}}m |
| 4                 | 4    | Artur Wojdat     | POL Polônia            | 1:48.40 |                   |
| 5                 | 3    | Michael Gross    | FRG Alemanha Ocidental | 1:48.59 |                   |
| 6                 | 1    | Steffen Zesner   | GDR Alemanha Oriental  | 1:48.77 |                   |
| 7                 | 2    | Troy Dalbey      | USA Estados Unidos     | 1:48.86 |                   |
| 8                 | 7    | Thomas Fahrner   | FRG Alemanha Ocidental | 1:49.19 |                   |